# 后格
后格 （缩写：poste）是一种名词格，表达在某物后面的位置。
东北高加索语系列兹金语和阿古尔语中有后格。列兹金语中后格后缀是-хъ（-qh），加到作格名词上。这个格的本义“后面”在今日已基本被“与”:94或“（作为）交换”取代。:93